# Виссер, Ингрид
И́нгрид Луи́з Ви́ссер (нидерл. Ingrid Louise Visser; 4 июня 1977, Гауда — 14 мая 2013, Мурсия) — нидерландская волейболистка.

## Биография
Ингрид Луиз Виссер родилась 4 июня 1977 года в Гауде (Южная Голландия).
В 1984 году Ингрид начала карьеру волейболистки в команде «Несселанде». Выступала в амплуа центральной блокирующей. В октябре 1994 года дебютировала в национальной сборной Нидерландов и годом позже завоевала «золото» на чемпионате Европы. В 1996 году участвовала на олимпийском турнире в Атланте, где голландская команда заняла 5-е место.
В общей сложности Виссер провела 514 матчей за сборную Нидерландов, что является национальным рекордом, была капитаном команды. В 2007 году завоевала золотую медаль на Мировом Гран-при, в 2009 году — серебряную медаль чемпионата Европы.

## Убийство
В мае 2013 года Ингрид и её сожитель Лодевейк Северейн, в прошлом генеральный менеджер женской сборной Нидерландов, пропали в Испании, а 27 мая того же года стало известно, что пара была найдена убитой неподалёку от Мурсии. По подозрению в убийстве испанской полицией были задержаны два гражданина Румынии и бывший менеджер клуба «Мурсия-2005» Хуан Куэнка, который был обвинен в том, что был заказчиком преступления. Главной причиной убийства волейболистки считается её причастность к мраморному бизнесу.
В 2016 году непосредственный убийца и заказчик были приговорены к 34 годам заключения, после апелляции в 2017 году этот срок был увеличен до 40 лет заключения.

## Клубы
- «Несселанде» Зевенхёйзен (1984—1994)
- «Вюгт» (1994—1997)
- «Минас» Белу-Оризонти (1997—1999)
- «Виченца» (2000—2001)
- «Лас Пальмас» (2001—2003)
- «Тенерифе Маричаль» Ла-Лагуна (2003—2007)
- «Мартинус» Амстелвен (2007—2008)
- «Ленинградка» Санкт-Петербург (2008—2009)
- «Мурсия-2005» (2009—2011)
- «Бакы» Баку (2011—2012)

## Достижения
- Чемпионка Европы (1995), серебряный призёр чемпионата Европы (2009).
- Победительница Гран-при (2007).
- Чемпионка Нидерландов (1995/96, 1996/97, 2007/08).
- Обладательница Кубка Нидерландов (1995/96, 1996/97, 2007/08).
- Чемпионка Испании (2002/03, 2003/04, 2004/05, 2005/06).
- Обладательница Кубка королевы Испании (2003/04, 2004/05, 2005/06, 2009/10, 2010/11).
- Обладательница Суперкубка Испании (2003, 2004, 2005, 2009, 2010).
- Победительница Лиги чемпионов (2003/04), лучшая блокирующая «Финала четырёх».
- Бронзовый призёр Лиги чемпионов (2004/05, 2006/07).
- Победительница Кубка Европейской конфедерации волейбола (2000/01).
- Финалистка Кубка вызова (2011/12).